# Nederlandse Antillen op de Olympische Winterspelen 1988
De Nederlandse Antillen nam deel aan de Olympische Winterspelen 1988 in Calgary, Canada. Het was de eerste deelname aan de Winterspelen.
Bart Carpentier Alting nam deel bij het rodelen en bobsleeën waar hij de stuurman van de tweemansbob was. Zijn teamgenoten bij het bobsleeën waren Bart Drechsel (remmer) en Abel Dick Bos (reserve).

## Deelnemers en resultaten

### Bobsleeën
| Olympiër (deelname)                          | Discipline                           | Resultaat | Prestatie                                              |
| -------------------------------------------- | ------------------------------------ | --------- | ------------------------------------------------------ |
| Bart Carpentier Alting (1) Bart Drechsel (1) | 2-mansbob (m) Nederlandse Antillen I | 29e       | 4.03,73 (+10,25) (59,60 / 1.00,78 / 1.01,95 / 1.01,40) |

### Rodelen
| Olympiër (deelname)        | Discipline | Resultaat | Prestatie                                              |
| -------------------------- | ---------- | --------- | ------------------------------------------------------ |
| Bart Carpentier Alting (1) | mannen     | 36e       | 3.29,913 (+24,365) (50,802 / 53,468 / 53,501 / 52,142) |

Amerikaanse Maagdeneilanden · Andorra · Argentinië · Australië · België · Bolivia · Bondsrepubliek Duitsland · Bulgarije · Canada · Chili · China · Chinees Taipei · Costa Rica · Cyprus · Denemarken · Duitse Democratische Republiek · Fiji · Filipijnen · Finland · Frankrijk · Griekenland · Groot-Brittannië · Guam · Guatemala · Hongarije · IJsland · India · Italië · Jamaica · Japan · Joegoslavië · Libanon · Liechtenstein · Luxemburg · Marokko · Mexico · Monaco · Mongolië · Nederland · Nederlandse Antillen · Nieuw-Zeeland · Noord-Korea · Noorwegen · Oostenrijk · Polen · Portugal · Puerto Rico · Roemenië · San Marino · Sovjet-Unie · Spanje · Tsjecho-Slowakije · Turkije · Verenigde Staten · Zuid-Korea · Zweden · Zwitserland